# Röslau
Röslau település Németországban, azon belül Bajorországban. Lakosainak száma 2076 fő (2023. december 31.). Röslau Wunsiedel, Höchstädt im Fichtelgebirge, Weißenstadt és Marktleuthen községekkel határos.

## Népesség
A település népessége az elmúlt években az alábbi módon változott:
| Lakosok száma | 993  | 1725 | 3036 | 2764 | 2220 | 2193 | 2127 | 2200 | 2075 | 2076 |
|               | 1875 | 1950 | 1975 | 1987 | 2012 | 2014 | 2016 | 2017 | 2021 | 2023 |